# Le Creusot
Le Creusot ist eine französische Gemeinde im Département Saône-et-Loire in der Region Bourgogne-Franche-Comté. Sie gehört zum Arrondissement Autun und ist Hauptort der Kantone Le Creusot-1 und Le Creusot-2. Mit 20.536 Einwohnern (Stand 1. Januar 2022) ist sie nach Chalon-sur-Saône und Mâcon die drittgrößte Stadt des Départements.

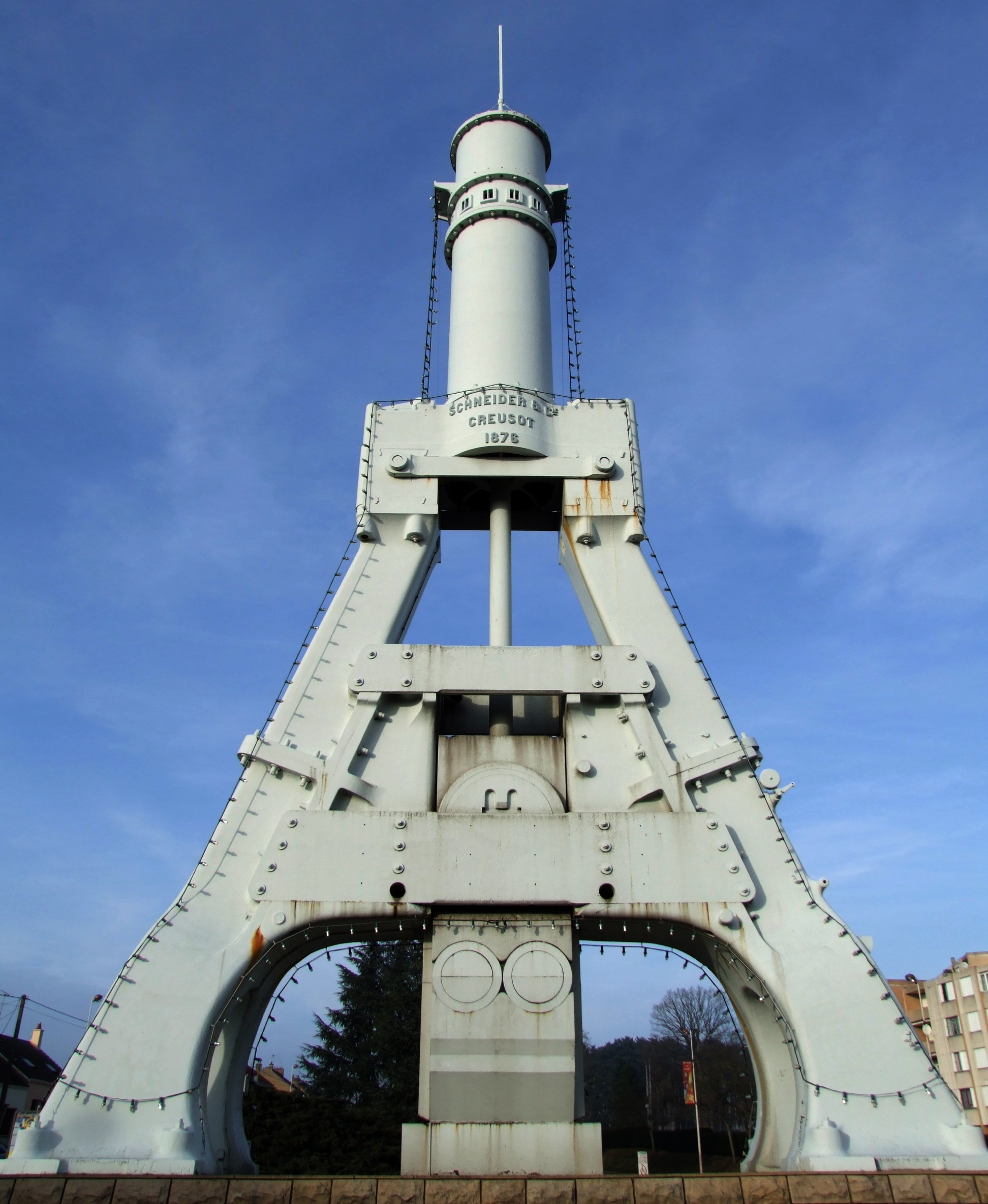
Örtliches Wahrzeichen (siehe Wappen): Dampf-Fall-Hammer, Fa. Schneider, 1876

## Geschichte
Die örtliche Wirtschaft ist bis heute vorwiegend von der metallverarbeitenden Industrie wie Industeel, SIAG France (Schaaf Industrie) und Snecma geprägt. Schneider-Creusot bzw. Schneider & Cie, heute Schneider Electric, war ein Pionier auf diesem Gebiet. Der Ursprung dieses Industriezweigs und der in der Stadt vertretenen Rüstungsindustrie war die Gründung der Königlichen Gießerei durch François Ignace de Wendel und William Wilkinson im Jahr 1781. Die Steinkohle-Vorkommen der Umgebung ließen das damals kleine Dorf zum hervorragenden Standort zur Herstellung von Kanonen für die Marine werden: Bereits um 1820 befand sich hier im Besitz von Aaron Manby Frankreichs größte Eisengießerei.
Am 26. März 1870 erklärte sich der Bürgermeister Jean-Baptiste Dumay solidarisch mit der Pariser Kommune und ernannte seinerseits den Stadtrat zur Commune, angesichts des Anrückens einer Kürassier-Einheit endete der Versuch. In den Jahren 1899–1900 streikten die Arbeiter. Der Streik wurde, wie der Historiker Gérard Noiriel schreibt, mit „unerbittlicher Grausamkeit“ niedergeschlagen. Die Unternehmer verstärkten darauf ihre soziale Kontrolle unter der Losung „contrôle total“, ebenso wie ihre paternalistischen Arbeitervereine. Unter der Führung des Direktors Émile Cheysson bemühten sie sich, die Erinnerung an den Arbeitskampf zu tilgen, etwa indem sie unter dem Vorwand der Stadtentwicklung den Musikpavillon abreißen ließen, der den Streikenden als Versammlungsort gedient hatte. Im Kriegsjahr 1917 waren in den Werken von Schneider & Cie rund 20.000 Arbeiter und Angestellte beschäftigt, ein Zuwachs von 38 % gegenüber dem Jahr 1914. Nach dem Russischen Bürgerkrieg kamen rund 400 Exilrussen ins Département, von denen fast alle bei Schneider & Cie beschäftigt waren.
Die Reaktorindustrie der Creusot Forge wurde Gegenstand öffentlicher Diskussionen, insbesondere Anfang 2016 aufgrund manipulierter Prüfberichte global gelieferter Kernreaktorteile. Gemeinsam mit Montceau-les-Mines bildet Le Creusot ein kleines Industrierevier.
| Jahr                       | 1793  | 1831  | 1872   | 1901   | 1954   | 1999   | 2011   | 2021   |
| -------------------------- | ----- | ----- | ------ | ------ | ------ | ------ | ------ | ------ |
| Einwohner                  | 1.545 | 1.334 | 22.890 | 30.584 | 28.663 | 26.283 | 22.620 | 20.731 |
| Quellen: Cassini und INSEE |       |       |        |        |        |        |        |        |

## Verkehr
Seit 1981 wird der nahegelegene Ort Écuisses vom französischen Hochgeschwindigkeitszug TGV angefahren: Der Bahnhof Le Creusot TGV liegt rund acht Kilometer vom Stadtzentrum entfernt. Der Bahnhof Le Creusot Ville liegt an der Bahnstrecke Nevers–Chagny und wird im Regionalverkehr durch TER-Züge zwischen Dijon und Nevers bedient. Der 10 km lange Train des Combes dient dem Ausflugsverkehr.

## Persönlichkeiten
- Christian Bobin (1951–2022), Schriftsteller
- Sandrine Brétigny (* 1984), Fußballspielerin
- Bruno Cadoré (* 1954), Priester und Generaloberer des Dominikaner-Ordens
- Eric Decastro (* 1960), Maler
- Frédéric Demontfaucon (* 1973), Judoka
- Jérémy Dérangère (* 1975), Radrennfahrer
- Claudie Haigneré (* 1957), Astronautin und Politikerin
- Daniel Kaczorowski (* 1952), Rugbyspieler
- Fabrice Moreau (* 1978), Ruderer
- Raymond Rochette (1906–1993), Maler
- Anthony da Silva (* 1980), Fußballspieler

## Impressionen

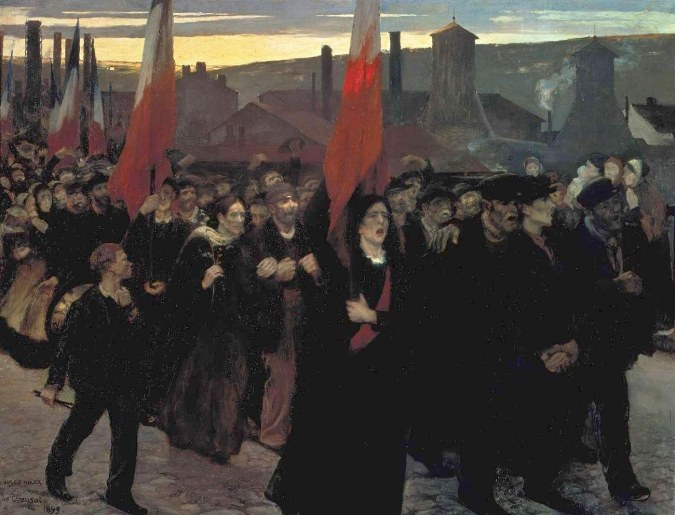
Jules Adler: Der Streik in Le Creusot, 1899, Öl auf Leinwand, Musée des beaux-arts de Pau
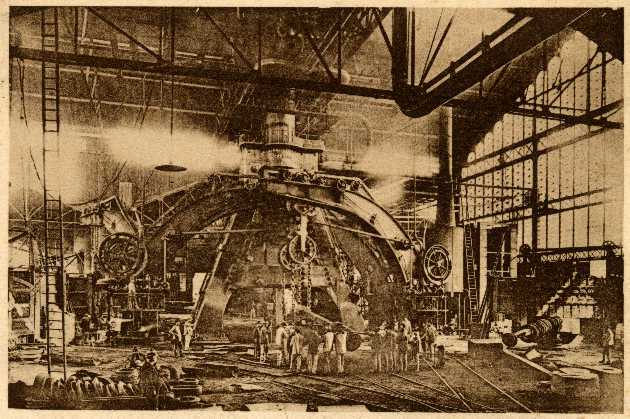
Dampfhammer in Le Creusot, Postkarte, frühes 20. Jahrhundert
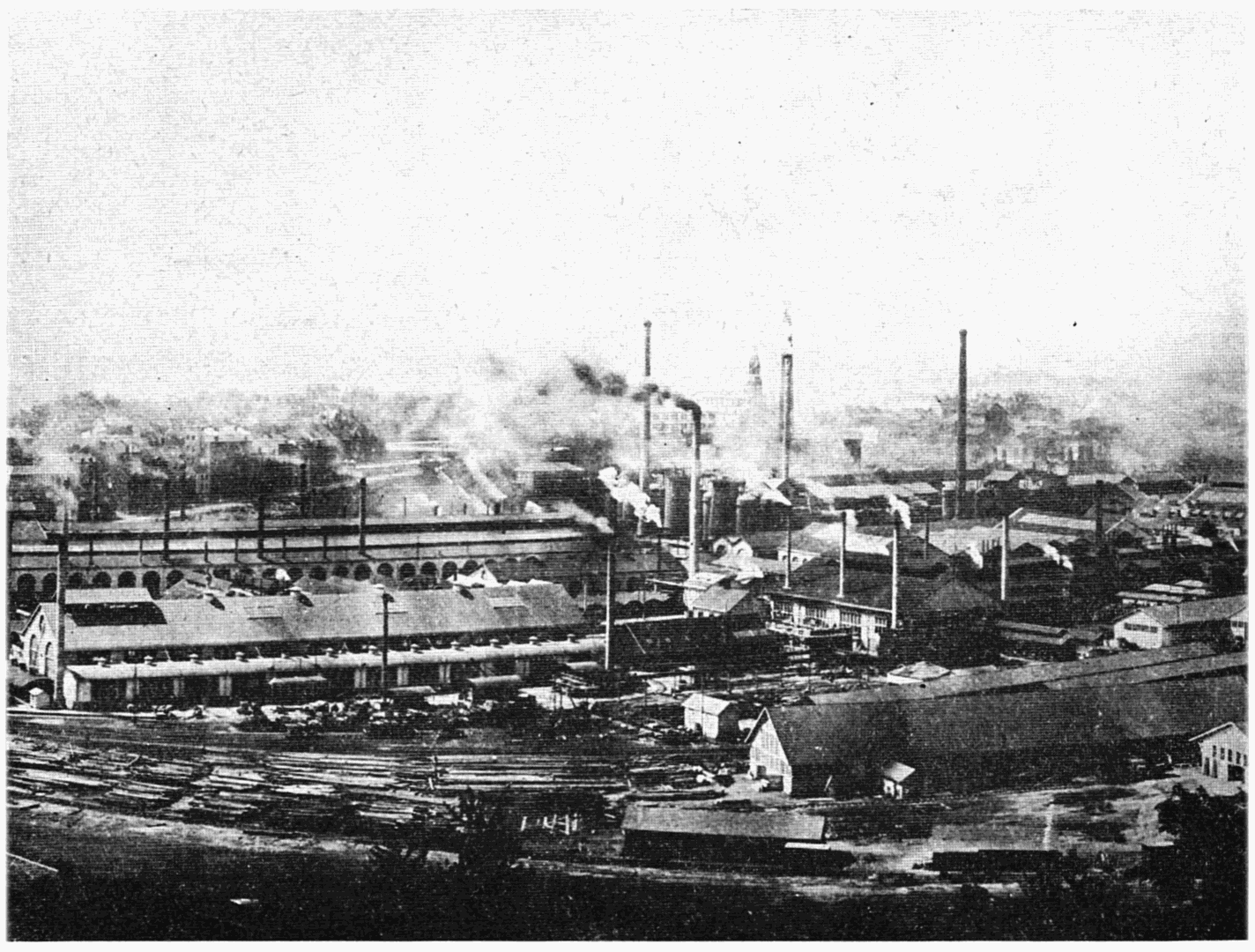
Fabrik- mit Gleisanlagen (aus: L’Homme et la Terre, Die Menschen und die Erde, Band 5, Élisée Reclus, ca. 1900)
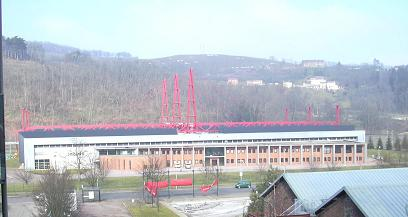
Fa. Snecma
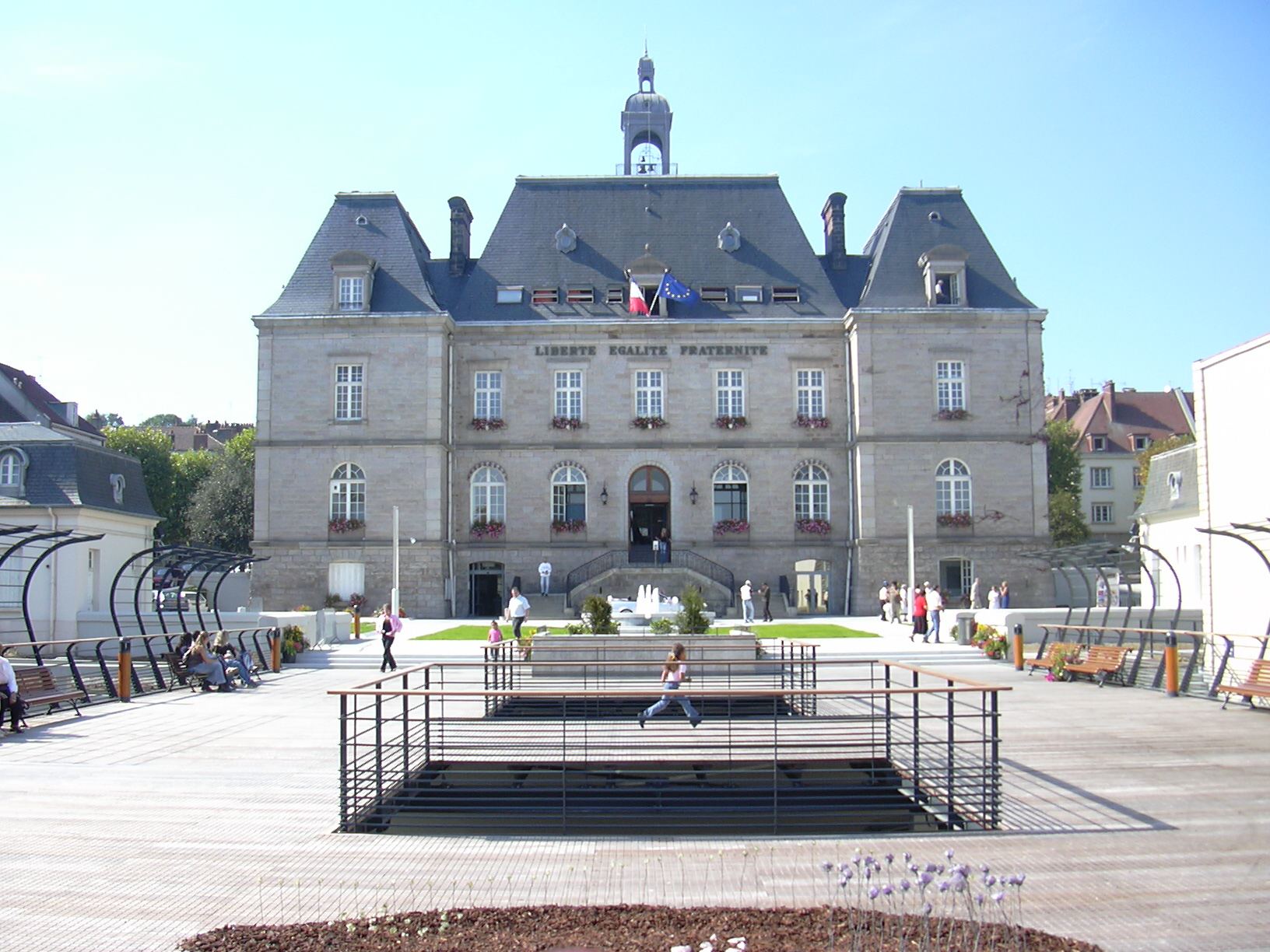
Hôtel de ville (Rathaus)
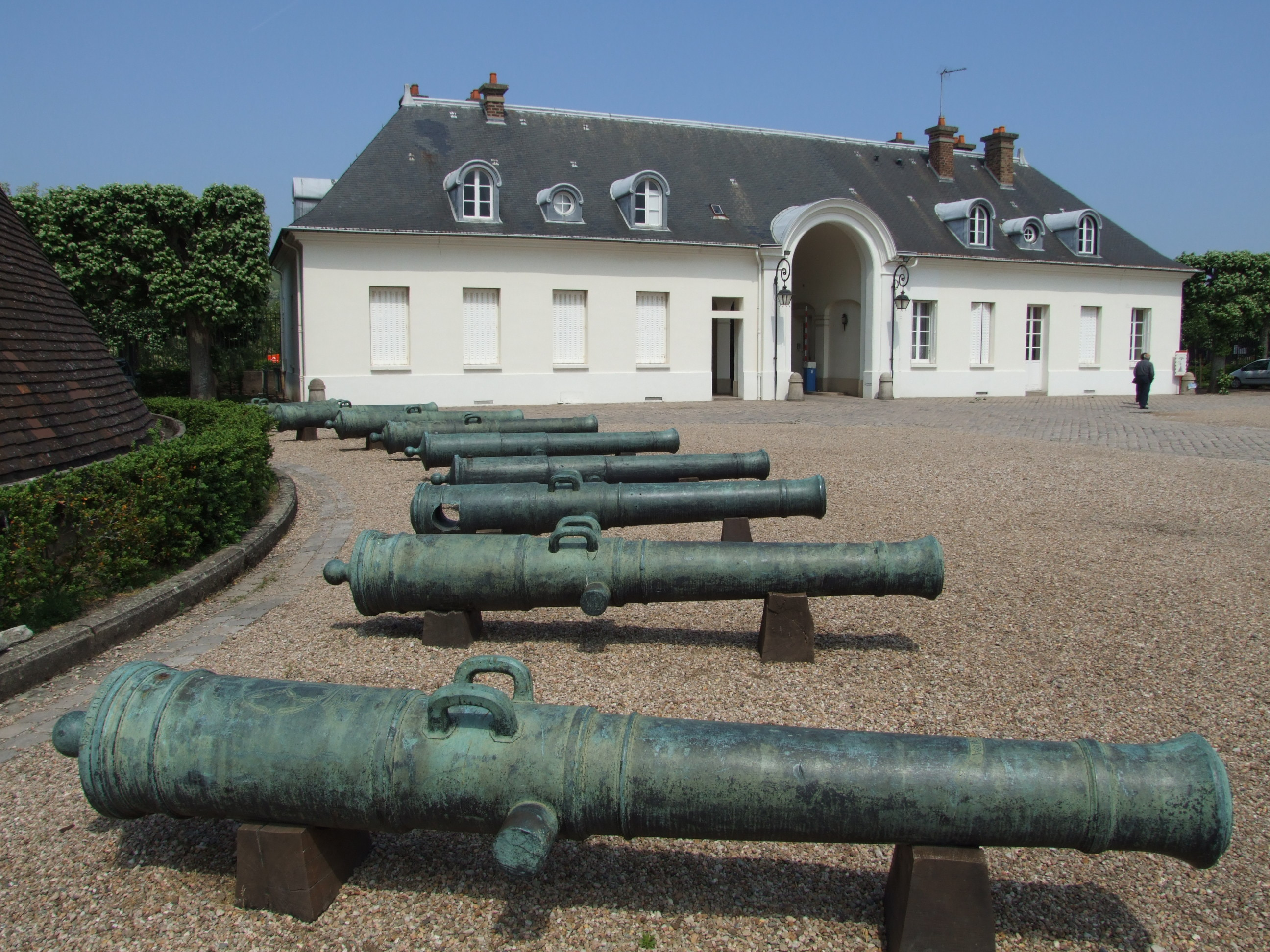
Kanonenrohre, Hof La Verrerie